# Joseph O'Doherty
Pour les articles homonymes, voir O'Doherty.
Joseph O'Doherty, né en 1891 à Derry et mort le 10 août 1979, est un homme politique irlandais. Il est élu parmi les premiers élus au Dáil Éireann.

## Biographie
Joseph O'Doherty nait à Derry et étudie tout d'abord à St Columb's College avant de rejoindre Dublin et le St Patrick's College où il passe les diplômes d'enseignant. Il intègre ensuite le King's Inns et devient avocat.
O'Doherty est membre des cadres des Irish Volunteers qui organise l'Insurrection de Pâques 1916. Il reste un des cadres de l'organisation jusqu'en 1921. Il est arrêté après l'insurrection et incarcéré, d'abord à Abercorn Barracks à Ballykinlar dans le Comté de Down puis dans différentes prisons dont Frongosh au pays de Galles. Il n'est pas emprisonné à Mountjoy à Dublin mais il est une des dernières personnes à parler à Padraig Pearce avant l’exécution de celui-ci.
Il est élu sous la bannière du Sinn Féin lors de l'élections générales britanniques de 1918 pour la circonscription de North Donegal. Au même tire que tous les députés du Sinn Féin, il refuse alors de siéger à la Chambre des communes du Royaume-Uni à Londres. O'Doherty fait partie des 27 Teachta Dála (député) qui participent à la première réunion du Dáil Éireann le 21 janvier 1919 à Mansion House. 
Il est réélu aux élections générales de 1921 mais s'oppose au traité anglo-irlandais. Il est de nouveau réélu en 1922, mais cette fois-ci au sein des anti-traités du Sin Féin. Des fait il fait partie des Républicains abstentionnistes en 1922 et 1923. O'Doherty fait partie de la délégation irlandaise qui se rend à deux reprises aux États-Unis en 1922-1924 et 1925-1926.
En 1926, il quitte l'Ard Fheis avec Éamon de Valera pour fonder avec lui le Fianna Fáil. Il perd son siège de député aux élections de juin 1927 et est élu au Seanad en 1928. Il est alors un des six premiers sénateurs du Fianna Fáil. Il regagne sa place au Dáil Éireann lors de l'élection générale de 1933. Entre 1929 et 1933 il occupe aussi la charge de chef de comté pour les comtés de Carlow et de Kildare.
Joseph O'Doherty meurt en 1979. Il est alors un des trois derniers survivant du premier Dáil. Il est inhumé au sein du carré républicain du cimetière de Glasnevin à Dublin